# سوني إكسبيريا زد1
سوني اكسبيريا زد1 (بالإنجليزية: Sony Xperia Z1)‏ هو هاتف ذكي من سوني موبايل كوميونيكيشنز يعمل بنظام أندرويد، تم طرحه في الأسواق في 2013.

## الخصائص
- نظام التشغيل: أندرويد
- الكاميرا الأمامية: 2.2 ميجابكسل
- الكاميرا الخلفية: 20.7 ميجابكسل
- الشاشة: إل سي دي 1920×1080
- الوزن: 170 غ (6.0 أونصة)
- المعالج: 2.2 جيجا هرتز رباعي النواة
- الذاكرة: 2 جيجابايت
- التخزين: 16 جيجابايت